# سفارة المكسيك في فرنسا
سفارة المكسيك في فرنسا هي أرفع تمثيل دبلوماسي لدولة المكسيك لدى فرنسا. تقع السفارة في باريس وهي تهدف لتعزيز المصالح المكسيكية في فرنسا.

## وصلات خارجية
- الموقع الرسمي
- قائمة سفارات المكسيك
- قائمة السفارات في فرنسا